# Montplaisir (Tunis)
Pour les articles homonymes, voir Montplaisir.
Montplaisir (arabe : مونبليزير) est un quartier moderne situé à l'est de Tunis, capitale de la Tunisie, et rattaché administrativement à la délégation de Bab El Bhar ; son code postal est 1073.
Abritant les sièges de nombreuses compagnies ainsi que de banques, cette cité devient un véritable quartier d’affaires dont l'avenue du Japon, anciennement appelée rue 8301, est la principale artère.   
On y trouve le jardin japonais, un espace vert sur une superficie de 6 000 m2.

## Lieux remarquables
- Ambassade d'Égypte (rue El Ferdaous)
- Cité de la culture (avenue Cyrus Le Grand)
- Ministère du Commerce (40 rue Sidi Elheni)
- Ministère de l'Industrie (40 rue Sidi Elheni)
- Ministère du Transport (13 rue Borjine)
- Parc Hassen Belkhodja (centre d'entraînement de l'Espérance sportive de Tunis)
- Place des Droits de l'homme
- Siège de l'Instance vérité et dignité (rue Elless)
- Siège de la Compagnie tunisienne pour l'assurance de commerce extérieur (COTUNACE, 14 rue Borjine)
- Siège de la Société des transports de Tunis (33 avenue du Japon)
- Siège de Mosaïque FM (rue Echabia)
- Siège du parti islamiste Ennahdha (rue Elless)
- Université virtuelle de Tunis (13 rue Ibn Nadim)
- Université Ibn Khaldoun (rue Elless)